# My Lovely Sam Soon
My Lovely Sam Soon (Hangul: 내 이름은 김삼순 / Romanizado: Nae Ileum-eun Gimsamsun, em Português Meu adorável Sam Soon ou Meu nome é Kim Sam Soon) é uma série de televisão sul-coreana que foi exibida pelo MBC de 1 de junho a 21 de julho de 2005.

## Elenco
- Kim Sun-ah como Kim Sam-soon
- Hyun Bin como Hyun Jin-heon
- Jung Ryeo-won como Yoo Hee-jin
- Daniel Henney como Dr. Henry Kim
- Kim Ja-ok como Park Bong-Sook - mãe de Sam-soon
- Lee Ah-hyun como Kim Yi-Young - irmã de Sam-soon
- Na Moon-hee como Na Hyun-Sook - mãe de Jin-heon
- Seo Ji-hee como Hyun Mi-joo - sobrinha de Jin-heon
- Yoon Ye-hee como Yoon Hyun-sook - tia de Jin-heon
- Lee Kyu-han como Min Hyun-woo - ex de Sam-soon
- Lee Yoon-mi como Jang Chae-Ri

### Funcionários do restaurante
- Yeo Woon-kay como Ms. Oh (gerente)
- Lee Hyun-moo como Kwon Hae Hyo (cozinheiro-chefe)
- Han Yeo-won como Lee In-Hye - assistente de Sam-soon
- Kim Hyun-jung como Jang Young-Ja (Capitão sala de jantar)